# 지바 도시 모노레일
지바 도시 모노레일 주식회사(일본어: 千葉都市モノレール 株式会社)는 일본 지바현의 철도 기업이다. 현수식 모노레일 노선을 운영한다.

## 역사
- 1979년 3월 20일: 설립.
- 1988년 3월 28일: 2호선 스포츠센터 ~ 지시로다이 구간이 개통.
- 1991년 6월 12일: 2호선 지바 ~ 스포츠센터 구간이 개통.
- 1995년 8월 1일: 1호선 지바미나토 ~ 지바 구간이 개통.
- 1999년 3월 24일: 1호선 지바 ~ 현청앞 구간이 개통.
- 2001년: 세계에서 가장 긴 현수식 모노레일 노선을 운영하는 철도 회사로 기네스 세계 기록에 등록.
- 2009년 3월 14일: PASMO 도입.

## 보유 노선
- 1호선: 지바미나토 ~ 겐초마에역 (지바현) 3.2 km
- 2호선: 지바 ~ 지시로다이 12.0 km

## 보유 차량

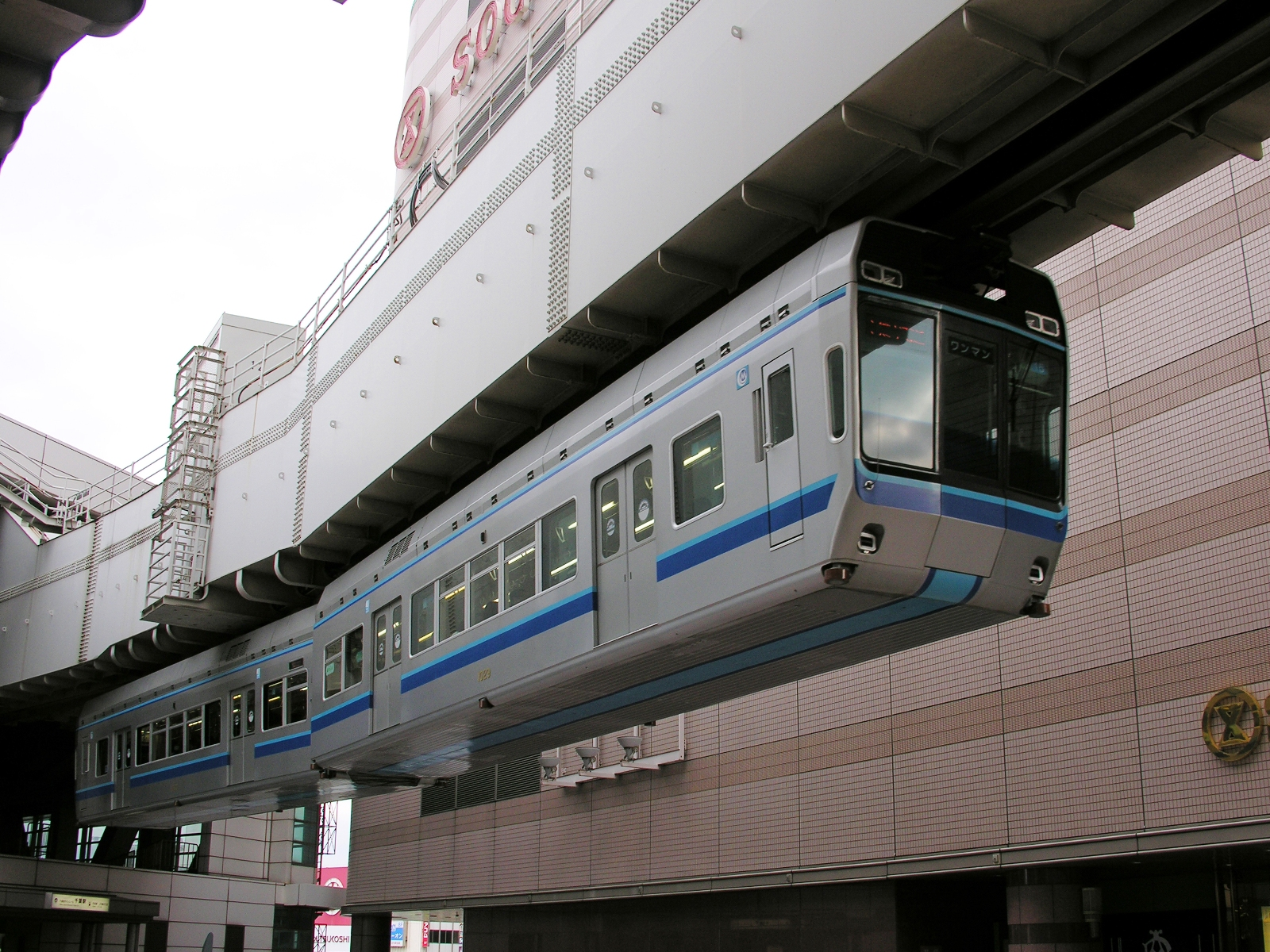
1000형
- 0형(도입 예정)

- 1000형